# Ken Takakura
Ken Takakura (高倉健, Takakura Ken), né le 16 février 1931 à Kitakyūshū (Japon) et mort le 10 novembre 2014 à Tokyo, est un acteur japonais. Son vrai nom est Gōichi Oda (小田 剛一, Oda Gōichi).

## Biographie
Originaire de la région de Fukuoka, il entre en 1955 dans le monde du cinéma avec la seconde vague des jeunes espoirs de la Tōei. À partir de 1964, il joue dans plusieurs séries sur l'histoire des chevaliers du Japon. En 1965, il participe à la période des films de yakuzas de la Tōei et devient une star importante dans son pays.
Il tient, entre autres, les rôles principaux de Mont Hakkoda (Shirō Moritani - 1977), Les Mouchoirs jaunes du bonheur (Yōji Yamada - 1977), Fleurs d'hiver (Yasuo Furuhata - 1978), Dōran – Tumulte (Shirō Moritani - 1980), Eki, la gare (Yasuo Furuhata - 1981), Les Copains d'abord (Yasuo Furuhata - 1989), Le Chemin des lucioles (Yasuo Furuhata - 2001).
Il joue également dans plusieurs films internationaux dont Yakuza de Sydney Pollack, Black Rain de Ridley Scott et sa popularité est aussi grande aux États-Unis qu'en Asie où on le surnomme le « Clint Eastwood Japonais »,. Il reçoit de nombreux prix, dont le prix d'interprétation masculine du Festival international de films de Montréal pour Poppoya (Le Cheminot) (Furuhata Yasuo – 1999).

### Vie privée

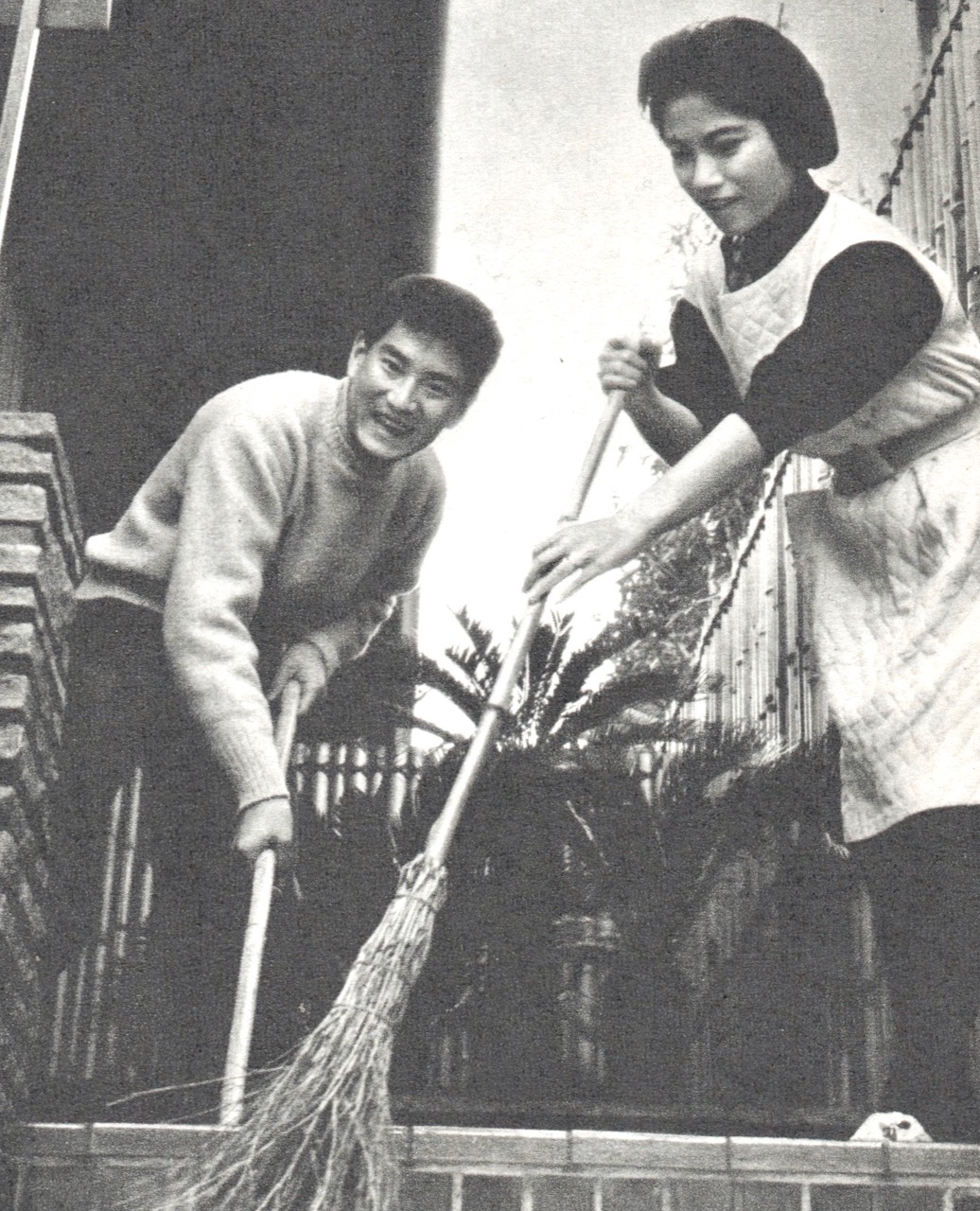
Ken Takakura et sa femme Chiemi Eri en 1960.

Ken Takakura et la chanteuse Chiemi Eri ont été mariés de 1959 à 1971.

## Filmographie partielle

### Années 1950

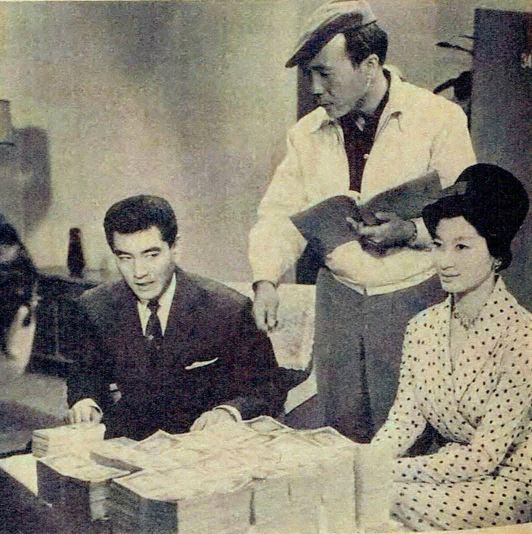
De g. à d. : Ken Takakura, Kiyoshi Saeki et Naoko Kubo sur le tournage de Kūkō no majo (1959).

- 1956 : Muteki no karate! Choppu sensei (無敵の空手！ チョップ先生?) d'Eiichi Koishi (ja)
- 1956 : Nippon G-men: Tokubetsu busō han shutsudō (にっぽんＧメン 特別武装班出動?) d'Eiichi Koishi (ja)
- 1956 : Yūhi to kenjū (夕日と拳銃?) de Kiyoshi Saeki
- 1956 : Haha kikaku (母孔雀?) de Masamitsu Igayama (ja)
- 1956 : Kenjū o sutero (拳銃を捨てろ?) d'Eiichi Koishi (ja)
- 1957 : Daigaku no Ishimatsu (大学の石松?) d'Eiichi Koishi (ja)
- 1957 : Tajō busshin (多情仏心?) de Shigehiro Ozawa
- 1957 : Nisshin sensō fūun hiwa: Kiri no machi (日清戦争風雲秘話 霧の街?) de Yasushi Sasaki
- 1958 : Kisetsufū no kanatani (季節風の彼方に?) de Hideo Sekigawa
- 1958 : La Fête des forêts et des lacs (ja) (森と湖のまつり, Mori to mizuumi no matsuri?) de Tomu Uchida : Ichitaro Kazamori
- 1959 : Kōdo nanasen metoru: Kyōfu no yojikan (高度７０００米 恐怖の四時間?) de Tsuneo Kobayashi (ja)
- 1959 : Kūkō no majo (空港の魔女?) de Kiyoshi Saeki

### Années 1960

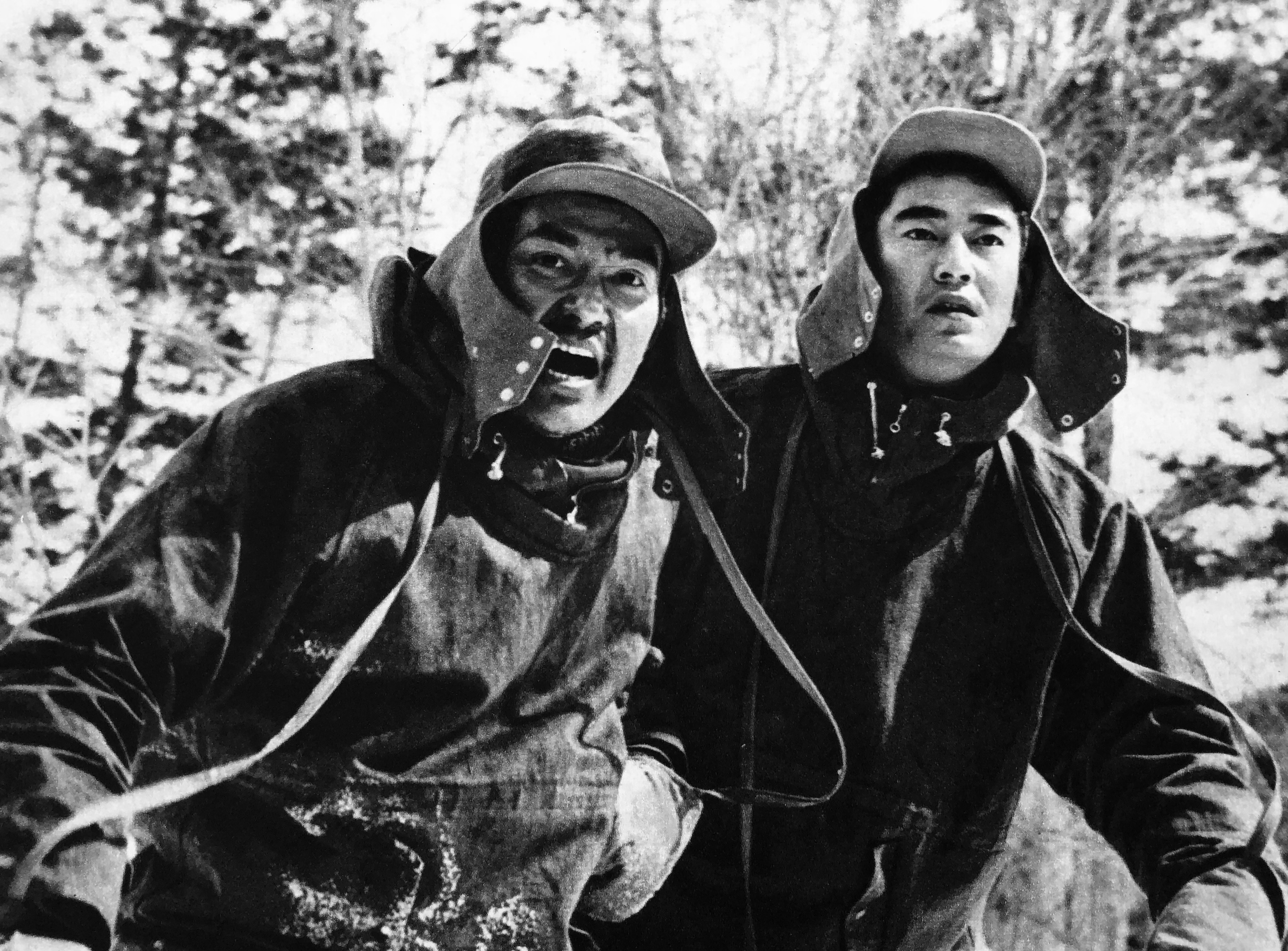
Kōji Nanbara et Ken Takakura dans Abashiri Prison (1965).

- 1960 : Tenka no kaidanji: Mannen tarō (天下の快男児 万年太郎?) de Tsuneo Kobayashi (ja)
- 1960 : Zoku beranmē geisha (続べらんめえ芸者?) d'Eiichi Koishi (ja)
- 1960 : Ōinaru tabiji (大いなる旅路?) de Hideo Sekigawa : Kozo, le second fils
- 1960 : Zubekō tenshi (ずべ公天使?) de Shigehiro Ozawa
- 1960 : Otoko nara yatte miro (男ならやってみろ?) de Kiyoshi Saeki
- 1961 : Beranmē geisha makaritōru (べらんめえ芸者罷り通る?) d'Eiichi Koishi (ja)
- 1961 : Ore wa jigoku no tejina-shi da (俺が地獄の手品師だ?) de Shigehiro Ozawa
- 1961 : Kashi no onna Ishimatsu (魚河岸の女石松?) d'Eiichi Kudō
- 1961 : Hana to arashi to gyangu (花と嵐とギャング?) de Teruo Ishii
- 1961 : Hibari min'yō no tabi: Beranmē geisha Sado e iku (ひばり民謡の旅 べらんめえ芸者佐渡へ行く?) de Kunio Watanabe
- 1961 : Akuma no temari-uta (悪魔の手毬唄?) de Kunio Watanabe : Kindaichi Kōsuke
- 1962 : Minami taiheiyō namitakashi (南太平洋波高し?) de Kunio Watanabe
- 1962 : Beranmē geisha to Ōsaka musume (べらんめえ芸者と大阪娘?) de Kunio Watanabe
- 1962 : Koi to taiyō to gyangu (恋と太陽とギャング?) de Teruo Ishii
- 1962 : La Princesse Sen et Hideyoshi (千姫と秀頼, Senhime to Hideyori?) de Masahiro Makino
- 1962 : Min'yō no tabi: Sakurajima Otemoyan (民謡の旅・桜島 おてもやん?) de Kunio Watanabe
- 1962 : Sanbyaku rokujū goya (三百六十五夜?) de Kunio Watanabe
- 1962 : Ankokugai saigo no hi (暗黒街最後の日?) d'Umetsugu Inoue
- 1963 : Jinsei gekijō: Hisha kaku (人生劇場 飛車角?) de Tadashi Sawashima
- 1962 : Tōkyō antacchaburu (東京アンタッチャブル?) de Shinji Murayama (ja) : Yoshio Harada
- 1962 : Yūmin-gai no jūdan (遊民街の銃弾?) de Masuichi Iizuka
- 1963 : Ankokugai no kaoyaku: Jūichinin no gyangu (暗黒街の顔役 十一人のギャング?) de Teruo Ishii : Sawagami
- 1963 : Tōkyō antacchaburu: Dassō (東京アンタッチャブル 脱走?) de Hideo Sekigawa : Yoshio Harada
- 1963 : Saigo no kaoyaku (浪人街の顔役?) de Yasushi Sasaki
- 1963 : Bosu o taose (親分を倒せ?) de Teruo Ishii
- 1963 : Ankokugai saidai no kettō (暗黒街最大の決斗?) d'Umetsugu Inoue
- 1963 : À deux sabres (宮本武蔵 二刀流開眼, Miyamoto Musashi: Nitōryū kaigen?) de Tomu Uchida : Sasaki Kojirō
- 1963 : Kyōkatsu (恐喝?) de Yūsuke Watanabe (ja)
- 1963 : Gyangu chūshingura (ギャング忠臣蔵?) de Shigehiro Ozawa
- 1964 : Tōkyō gyangu tai Honkon gyangu (東京ギャング対香港ギャング?) de Teruo Ishii
- 1964 : Seul contre tous à Ichijoji (宮本武蔵 一乗寺の決斗, Miyamoto Musashi: Ichijōji no kettō?) de Tomu Uchida : Sasaki Kojirō
- 1964 : Jakoman et Tetsu (ジャコ万と鉄, Jakoman to Tetsu?) de Kinji Fukasaku : Tetsu
- 1964 : Narazumono (ならず者?) de Teruo Ishii : Minami
- 1964 : Irezumi totsugekitai (いれずみ突撃隊?) de Teruo Ishii
- 1964 : Ankokugai ōdōri (暗黒街大通り?) d'Umetsugu Inoue : Tetsuya Shinobu
- 1964 : La Légende des yakuzas (日本侠客伝, Nihon kyōkakuden?) de Masahiro Makino
- 1964 : Hommes, porcs et loups (狼と豚と人間, Ōkami to buta to ningen?) de Kinji Fukasaku : Jiro, le second frère
- 1965 : Kaoyaku (顔役?) de Teruo Ishii
- 1965 : Le Détroit de la faim (飢餓海峡, Kiga kaikyō?) de Tomu Uchida : Ajimura, chef d'une équipe de recherche
- 1965 : La Légende des yakuzas du Japon : Osaka (日本侠客伝 浪花篇, Nihon kyōkakuden: Naniwa hen?) de Masahiro Makino
- 1965 : Abashiri Prison (網走番外地, Abashiri bangaichi?) de Teruo Ishii
- 1965 : Zoku abashiri bangaichi (続網走番外地?) de Teruo Ishii
- 1965 : La Légende des yakuzas du Japon : Kanto (日本侠客伝 関東篇, Nihon kyōkakuden: Kantō hen?) de Masahiro Makino
- 1965 : Duel de l'aube (宮本武蔵 巌流島の決斗, Miyamoto Musashi: Ganryū-jima no kettō?) de Tomu Uchida : Sasaki Kojirō
- 1965 : La Légende des yakuzas perdus (昭和残侠伝, Shōwa zankyō-den?) de Kiyoshi Saeki
- 1965 : Abashiri bangaichi: Bōkyō hen (網走番外地 望郷篇?) de Teruo Ishii
- 1965 : Abashiri bangaichi: Hokkai hen (網走番外地 北海篇?) de Teruo Ishii
- 1966 : Shōwa zankyō-den: Karajishi botan (昭和残侠伝 唐獅子牡丹?) de Kiyoshi Saeki
- 1966 : La Légende des yakuzas du Japon : Duel à mort pendant la fête à Kanda (日本侠客伝 血斗神田祭り, Nihon kyōkakuden: Ketto Kanda-matsuri?) de Masahiro Makino
- 1966 : Abashiri bangaichi: Kōya no taiketsu (網走番外地 荒野の対決?) de Teruo Ishii
- 1966 : Duel en plein jour - Le Kamikaze (カミカゼ野郎 真昼の決斗, Kamikaze yarō: Mahiru no kettō?) de Kinji Fukasaku
- 1966 : Otoko no shōbu (男の勝負?) de Sadao Nakajima
- 1966 : La Légende des yakuzas du Japon : Duel à Naruto (日本侠客伝 雷門の決斗, Nihon kyōkakuden: Kaminari-mon no kettō?) de Masahiro Makino
- 1966 : Il n'y a pas de lendemain dans les lois de l'enfer (地獄の掟に明日はない, Jigoku no okite ni asu wa nai?) de Yasuo Furuhata : Ichiro Takita
- 1966 : Shōwa zankyō-den: Ippiki ōkami (昭和残侠伝 一匹狼?) de Kiyoshi Saeki
- 1966 : Abashiri bangaichi: Nangoku no taiketsu (網走番外地 南国の対決?) de Teruo Ishii
- 1966 : Abashiri bangaichi: Daisetsugen no taiketsu (網走番外地 大雪原の対決?) de Teruo Ishii
- 1967 : La Légende des yakuzas : Sueur de l'épée (日本侠客伝 白刃の盃, Nihon kyōkakuden: Shiraha no sakazuki?) de Masahiro Makino
- 1967 : Abashiri bangaichi: Kettō reika 30-do (網走番外地 決斗零下３０度?) de Teruo Ishii
- 1967 : Ā dōki no sakura (あゝ同期の桜?) de Sadao Nakajima
- 1967 : Shōwa zankyō-den: Chizome no karajishi (昭和残侠伝 血染の唐獅子?) de Masahiro Makino
- 1967 : Abashiri bangaichi: Aku e no chōsen (網走番外地 悪への挑戦?) de Teruo Ishii
- 1967 : La Légende des yakuzas : Attaque à l'épée (日本侠客伝 斬り込み, Nihon kyōkakuden: Kirikomi?) de Masahiro Makino
- 1967 : Kyōkaku no okite (侠客の掟?) de Motohiro Torii (ja)
- 1967 : Kyōkotsu ichidai (侠骨一代?) de Masahiro Makino
- 1967 : Abashiri bangaichi: Fubuki no tōsō (網走番外地 吹雪の斗争?) de Teruo Ishii
- 1968 : Nihon kyōkakuden: Zetsuenjō (日本侠客伝 絶縁状?) de Masahiro Makino
- 1968 : Gokuchū no kaoyaku (獄中の顔役?) de Yasuo Furuhata
- 1968 : Koya no toseinin (荒野の渡世人?) de Jun'ya Satō : Ken Kato
- 1968 : La Vie d'un yakuza (侠客列伝, Kyōkaku retsuden?) de Masahiro Makino
- 1968 : Lady Yakuza : La Pivoine rouge (緋牡丹博徒, Hibotan bakuto?) de Kōsaku Yamashita : Naoji Katagiri
- 1968 : Un voyou (ごろつき, Gorotsuki?) de Masahiro Makino
- 1968 : Le Théâtre de la vie (人生劇場 飛車角と吉良常, Jinsei gekijō: Hishakaku to Kiratsune?) de Tomu Uchida
- 1968 : Gion matsuri (祇園祭?) de Tetsuya Yamanouchi (ja)
- 1968 : Bakuto retsuden (博徒列伝?) de Shigehiro Ozawa
- 1968 : Histoire de la prison d'Abashiri (新網走番外地, Shin Abashiri bangaichi?) de Masahiro Makino
- 1969 : Lady Yakuza : Le Jeu des fleurs (緋牡丹博徒 花札勝負, Hibotan bakuto: Hanafuda shōbu?) de Tai Katō : Shogo Hanaoka
- 1969 : Shōwa zankyō-den: Karajishi jingi (昭和残侠伝 唐獅子仁義?) de Masahiro Makino
- 1969 : Lady Yakuza : L'Héritière (緋牡丹博徒 二代目襲名, Hibotan bakuto: Nidaime shūmei?) de Shigehiro Ozawa : Kōji Yashiro
- 1969 : Sengo saidai no toba (戦後最大の賭場?) de Kōsaku Yamashita
- 1969 : Nippon kyōkaku-den: Hana to ryū (日本侠客伝 花と龍?) de Masahiro Makino
- 1969 : Nihon jokyō-den: Kyōkyaku geisha (日本女侠伝 侠客芸者?) de Kōsaku Yamashita
- 1969 : Shin Abashiri bangaichi: Runin misaki no kettō (新網走番外地 流人岬の血斗?) de Yasuo Furuhata
- 1969 : Nihon ansatsu hiroku (日本暗殺秘録?) de Sadao Nakajima
- 1969 : Shōwa zankyō-den: Hitokiri karajishi (昭和残侠伝 人斬り唐獅子?) de Kōsaku Yamashita
- 1969 : Tosei-nin retsuden (渡世人列伝?) de Shigehiro Ozawa
- 1969 : Shin Abashiri bangaichi: Saihate no nagaremono (新網走番外地 さいはての流れ者?) de Kiyoshi Saeki

### Années 1970
- 1970 : Nihon jokyō-den: Makka na dokyō bana (日本女侠伝 真赤な度胸花?) de Yasuo Furuhata
- 1970 : Bakuto ikka (博徒一家?) de Shigehiro Ozawa
- 1970 : Sutemi no narazumono (捨て身のならず者?) de Yasuo Furuhata
- 1970 : Nihon dābī: Shōbu (日本ダービー 勝負?) de Jun'ya Satō
- 1970 : Trop tard pour les héros (Too Late the Hero) de Robert Aldrich : commandant Yamaguchi
- 1970 : Yūkyō retsuden (遊侠列伝?) de Shigehiro Ozawa
- 1970 : Shin Abashiri bangaichi: Dai shinrin no kettō (新網走番外地 大森林の決斗?) de Yasuo Furuhata
- 1970 : Tu vas mourir (昭和残侠伝 死んで貰います, Shōwa zankyō-den: Shinde moraimasu?) de Masahiro Makino
- 1970 : Saigo no tokkōtai (最後の特攻隊?) de Jun'ya Satō
- 1970 : Nippon kyōkaku-den: Nobori ryū (日本侠客伝 昇り龍?) de Kōsaku Yamashita
- 1970 : Shin Abashiri bangaichi: Fubuki no hagure ōkami (新網走番外地 吹雪のはぐれ狼?) de Yasuo Furuhata
- 1971 : Nihon yakuza-den: Sōchiyō e no michi (日本やくざ伝 総長への道?) de Masahiro Makino : Ryutaro Fudo
- 1971 : Nihon jokyō den: Kettō midare bana (日本女侠伝 血斗乱れ花?) de Kōsaku Yamashita
- 1971 : Nihon kyōkaku-den: Dosu (日本侠客伝 刃?) de Shigehiro Ozawa
- 1971 : Gorotsuki mushuku (ごろつき無宿?) de Yasuo Furuhata
- 1971 : Shin Abashiri bangaichi: Arashi o yobu shiretoko misaki (新網走番外地 嵐を呼ぶ知床岬?) de Yasuo Furuhata
- 1971 : Shōwa zankyō-den: Hoero karajishi (昭和残侠伝 吼えろ唐獅子?) de Kiyoshi Saeki
- 1971 : Ninkyō retsuden: Otoko (任侠列伝 男?) de Kōsaku Yamashita
- 1971 : Shin Abashiri bangaichi: Fubuki no dai-dassou (新網走番外地 吹雪の大脱走?) de Yasuo Furuhata
- 1972 : Junko se retire : La Grande Famille des cerisiers rouges du Kantō (関東緋桜一家, Junko intai kinen eiga: Kantō hizakura ikka?) de Masahiro Makino : Kuramoto
- 1972 : Bōkyō komori uta (望郷子守唄?) de Shigehiro Ozawa
- 1972 : Bakuchi uchi gaiden (博奕打ち外伝?) de Kōsaku Yamashita
- 1972 : Shin Abashiri bangaichi: Arashi yobu danpu jingi (新網走番外地 嵐呼ぶダンプ仁義?) de Yasuo Furuhata
- 1972 : Shōwa zankyō-den: Yaburegasa (昭和残侠伝 破れ傘?) de Kiyoshi Saeki
- 1973 : Yamaguchi-gumi san-daime (山口組三代目?) de Kōsaku Yamashita
- 1973 : Gendai ninkyō shi (現代任侠史?) de Teruo Ishii : Ryoichi Shimaya
- 1973 : Golgo 13 (ゴルゴ13, Gorugo 13?) de Jun'ya Satō : Golgo 13
- 1974 : San-daime shūmei (三代目襲名?) de Shigehiro Ozawa
- 1974 : Yadonashi (無宿?) de Kōichi Saitō
- 1974 : Yakuza (The Yakuza) de Sydney Pollack : Ken Tanaka
- 1975 : Nihon ninkyō-dō: Gekitotsu hen (日本任侠道 激突篇?) de Kōsaku Yamashita : Ichizo Ryuzaki
- 1975 : Daidatsugoku (大脱獄?) de Teruo Ishii : Ichiro Kozue
- 1975 : Super Express 109 (新幹線大爆破, Shinkansen Daibakuha?) de Jun'ya Satō : Tetsuo Okita
- 1975 : Kobe kokusai gang (神戸国際ギャング?) de Noboru Tanaka
- 1976 : Yasagure keiji (やさぐれ刑事?) de Yūsuke Watanabe (ja)
- 1976 : Kimi yo fundo no kawa o watare (君よ噴怒の河を渉れ?) de Jun'ya Satō
- 1977 : Mont Hakkoda (八甲田山, Hakkodasan?) de Shirō Moritani : captaine Tokushima
- 1977 : Les Mouchoirs jaunes du bonheur (幸福の黄色いハンカチ, Shiawase no kiiroi hankachi?) de Yōji Yamada : Yusaku Shima
- 1978 : Fleurs d'hiver (冬の華, Fuyu no hana?) de Yasuo Furuhata : Hidetsugu Kano
- 1978 : Yasei no shōmei (野性の証明?) de Jun'ya Satō : Takeshi Ajisawa

### Années 1980
- 1980 : Dōran (動乱?) de Shirō Moritani : Keisuke Miyagi
- 1980 : L'Écho de la montagne (遙かなる山の呼び声, Haruka naru yama no yobigoe?) de Yōji Yamada : Kosaku Tajima
- 1981 : Eki, la gare (駅 STATION, Eki Station?) de Yasuo Furuhata : Eiji Mikami
- 1982 : Keiji monogatari (刑事物語?) de Yūsuke Watanabe (ja) : Mikami
- 1982 : Kaikyō (海峡?) de Shirō Moritani : Go Akutsu
- 1983 : Antarctica (南極物語, Nankyoku Monogatari?) de Koreyoshi Kurahara : Ushioda
- 1983 : La Taverne Chōji (居酒屋兆治, Izakaya Chōji?) de Yasuo Furuhata : Eiji
- 1985 : Le Démon (夜叉, Yasha?) de Yasuo Furuhata : Shuji
- 1988 : Umi e (海へ Ｓｅｅ Ｙｏｕ?) de Koreyoshi Kurahara
- 1989 : Black Rain de Ridley Scott : Masahiro Matsumoto
- 1989 : Les Copains d'abord (あ・うん, A un?) de Yasuo Furuhata : Shūzō Kadokura

### Depuis les années 1990
- 1992 : Mr. Baseball de Fred Schepisi : Uchiyama
- 1994 : Les 47 Rōnin (四十七人の刺客, Shijūshichinin no shikaku?) de Kon Ichikawa : Kuranosuke Oishi
- 1999 : Poppoya (鉄道員?) de Yasuo Furuhata : Otomatsu Sato
- 2001 : Le Chemin des lucioles (ホタル, Hotaru?) de Yasuo Furuhata : Shūji Yamaoka
- 2005 : Riding Alone : Pour un fils (Qian li zou dan ji) de Zhang Yimou : Gou-ichi Takata
- 2012 : Anata e (あなたへ?) de Yasuo Furuhata

### À la télévision
- 1977 : Aniki (あにき?) (série télévisée)

## Distinctions
Sauf indication contraire, les informations mentionnées dans cette section peuvent être confirmées par la base de données cinématographiques IMDb,  présente dans la section « Liens externes ».

### Décorations

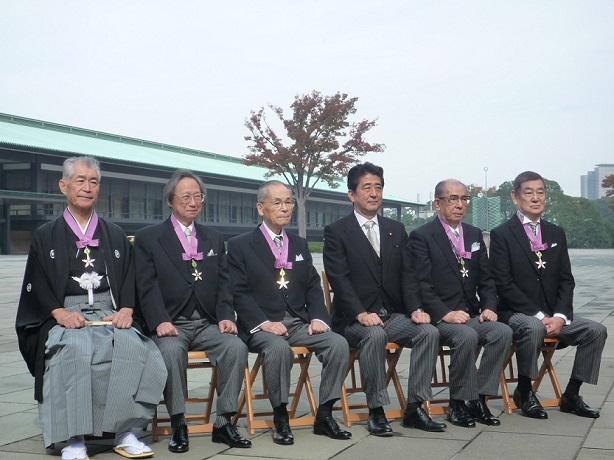
Ken Takakura (tout à droite) décoré de l'Ordre de la Culture en présence du premier ministre Shinzō Abe le 3 novembre 2013.

- 1998 : récipiendaire de la médaille au ruban pourpre
- 2006 : personne de mérite culturel
- 2013 : récipiendaire de l'Ordre de la Culture

### Récompenses
- 1977 : Hōchi Film Award du meilleur acteur pour Les Mouchoirs jaunes du bonheur et Mont Hakkoda[4]
- 1978 : prix du meilleur acteur pour Les Mouchoirs jaunes du bonheur et Mont Hakkoda aux Japan Academy Prize[5]
- 1978 : Blue Ribbon Award du meilleur acteur pour Les Mouchoirs jaunes du bonheur et Mont Hakkoda[6]
- 1978 : prix Kinema Junpō du meilleur acteur pour Les Mouchoirs jaunes du bonheur et Mont Hakkoda[7],[8]
- 1978 : prix Mainichi du meilleur acteur pour Les Mouchoirs jaunes du bonheur[9]
- 1981 : prix du meilleur acteur pour Dōran et L'Écho de la montagne aux Japan Academy Prize[10]
- 1982 : prix du meilleur acteur pour Eki, la gare aux Japan Academy Prize[11]
- 1982 : prix spécial pour l'ensemble de sa carrière au festival du film de Yokohama
- 1999 : prix du meilleur acteur pour Poppoya au festival des films du monde de Montréal[12]
- 2000 : prix du meilleur acteur pour Poppoya aux Japan Academy Prize[13]
- 2000 : Blue Ribbon Award du meilleur acteur pour Poppoya[14]
- 2000 : prix Kinema Junpō du meilleur acteur pour Poppoya[15]
- 2000 : prix du meilleur acteur pour Poppoya au festival du film de Yokohama
- 2012 : Hōchi Film Award du meilleur acteur pour Anata e[4]
- 2012 : Nikkan Sports Film Award du meilleur acteur pour Anata e[16]
- 2012 : prix Kan-Kikuchi
- 2014 : prix spécial aux Japan Academy Prize[17]

### Nominations
- 1990 : prix du meilleur acteur pour Les Copains d'abord aux Japan Academy Prize[18]
- 1995 : prix du meilleur acteur pour Les 47 Rōnin aux Japan Academy Prize[19]